# José Magriñá
José Magriñá (ur. 14 grudnia 1917, zm. 2 sierpnia 1988) – kubański piłkarz, reprezentant kraju. Podczas kariery występował na pozycji napastnika.

## Kariera klubowa
Podczas kariery piłkarskiej José Magriñá występował w klubie CD Centro Gallego.

## Kariera reprezentacyjna
José Magriñá występował w reprezentacji Kuby w latach trzydziestych. W 1938 roku uczestniczył w mistrzostwach świata. Na mundialu we Francji wystąpił we tylko w zremisowanym 3-3 spotkaniu I rundy z Rumunią, w którym strzelił bramkę.